# حميد نادري يكانه
حميد نادري يكانه (وُلد في 26 يوليو 1990 في إيران) هو فنان رياضياتي وفنان رقمي إيراني الأصل. يُشتهر نادري يكانه باستخدامه الصيغ الرياضية المختلفة في إنشاء رسومات لموضوعات مستمدة من واقع الحياة، إلى جانب العديد من الرسوم التوضيحية، والرسوم المتحركة، والكسيرات والفسيفساء المعقدة والمتناظرة. يوظف نادري يكانه الرياضيات كأداة رئيسية في خلق الأعمال الفنية. نتيجة لذلك، يمكن النظر في أعماله الفنية بشكل واضح بوصفها مفاهيم رياضية. تشمل المفاهيم الرياضية التي يستخدمها في أعماله كلًا من الدوال المثلثية، والدوال الأسية، وعدد فيبوناتشي، وموجة سن المنشار وما إلى ذلك.
استُخدم عمله الفني 9000 قطع ناقص كصورة خلفية لغلاف مجلة الرياضيات الأمريكية الشهرية – نوفمبر 2017. استُخدم عمله الفني القلب كصورة لصفحة فبراير من تقويم التمثيلات الرياضية لعام 2016 الذي نشرته جمعية الرياضيات الأمريكية. استُخدم عمله الفني الطير كصورة بطاقة بريدية لمعرض آرت ∩ ماث الذي أُقيم في مركز الفن المعاصر، سياتل في عام 2018. استُخدم أحد أعمال نادري يكانه الفنية كصورة غلاف النشرة الإخبارية الخاصة بجمعية الرياضيات الإيرانية، خريف 2015. استُخدم العديد من أعماله الأخرى أيضًا، بما في ذلك طير أثناء التحليق والقارب، كصور على صفحات عديدة من موقع الأمانة الدولية للمعرفة الرياضية (آي إم كيه تي). استُخدم عمله الفني طير أثناء التحليق أيضًا في كل صفحة من المجلد الأول لمنشورات ستاتشر، التي ينشرها برنامج علوم الحياة التابع لجامعة ماكماستر.

## تلقي أعماله الفنية
في عام 2015، تحدثت قناة «سي إن إن» عن أعمال نادري يكانه في مقطع فيديو تحت عنوان «هل هذا هو دافنشي التالي؟» وذكرته قناة «سي إن إن» بالعربية في مقال تحت عنوان «هل هذا الطالب الإيراني خليفة دافنشي؟». في عام 2015، أفادت جمعية آسيا في الفليبين في منشور على فيسبوك بأن «حميد نادري يكانه يكشف جمال الرياضيات من خلال الفن». في عام 2015، أشار متحف الرياضيات الوطني بدوره في منشور على فيسبوك إلى أن «حميد نادري يكانه يأخذ فن التمثيل البياني إلى المستوى التالي!». في عام 2016، علّق معهد الرياضيات وتطبيقاتها في منشور على مدونة نادري يكانه متعلق بكيفية رسم الوجوه البشرية باستخدام المعادلات الرياضية: «سبب آخر لفوز الرياضيات». في عام 2016، طرحت كوزموس في مقدمة مقابلتها مع حميد نادري يكانه السؤال التالي: «لما لا تكون رياضيات المدارس الثانوية بهذا الشكل؟» من أجل حث قرائها على التفكير بإمكانية استخدام أعمال نادري يكانه في تعليم الرياضيات. في عام 2016، ذكرت جمعية الرياضيات في التعليم والصناعة في تغريدة لها أن: «حميد نادري يكانه هو فنان رياضياتي خلق صورًا نباتية من خلال الدوال المثلثية». في عام 2016، صرحت شركة باربور ديزاين على مدونتها الخاصة أن «هذه الأعمال، التي غالبًا ما تتسم بالتعقيد على نحو بالغ الدقة، مذهلة للغاية، والأكثر إثارة للدهشة أن يكانه يكتب البرامج الحاسوبية بناءً على المعادلات الرياضية لإنتاجها». في عام 2017، علّق اتحاد الرياضيات الأمريكي على إحدى رسوم نادري يكانه المتحركة في تغريدة: «شاهدوا جمال الدوال المثلثية وهي تنبض بالحياة». في عام 2017، أشار معهد فيلدز في تغريدة له إلى أعمال نادري يكانه بوصفها «رياضيات جميلة». في عام 2017، علّق مختبر بيركلي على منشور في مدونة نادري يكانه: «يبتكر صورًا تناظرية مذهلة مزودة ببضع معادلات وجهاز حاسوب».